# Liste de groupes de hard rock
La liste suivante comprend des groupes de hard rock notables.

## 0–9
- 3 Doors Down[1]
- 5X[2]

Début de page

## A
- A Perfect Circle[3]
- AC/DC[4],[5],[6],[7],[8],[9],[10]
- Adelitas Way[11]
- Adema[12]
- Aerosmith[4],[13],[14],[15],[16],[17],[18],[19]
- Airbourne[20]
- Alcatrazz[21]
- Alice Cooper[4],[22],[23],[24]
- Alissa[25]
- The Amboy Dukes[22],[26],[27],[28],[29]
- The Angels[30],[31]
- The Answer[32]
- April Wine[33],[34]
- Argent[35]
- Arpeghy[36]
- Asterix[37]
- Atomic Rooster[38],[39]
- Audioslave[40],[41]
- Autograph[42]
- Avenged Sevenfold[43]
- Axe[44]
- Axis Point[45]
- Axxis[46]

Début de page

## B
- Bachman-Turner Overdrive[47],[48],[49]
- Bad Company[17],[50],[51],[52],[53]
- Bang Camaro[54]
- Big Wreck[55]
- Birth Control[56]
- Black Country Communion[57]
- The Black Crowes[4]
- Black 'n Blue[58]
- Black Oak Arkansas[59],[60]
- Black Sabbath
- Black Widow[61]
- Blackfoot[62]
- Blackrain[63]
- Blankey Jet City[64]
- Blessed by a Broken Heart[65]
- Blue Cheer[22],[66],[67]
- Blue Öyster Cult[68]
- Blues Image[69]
- The Bob Seger System[70]
- Bon Jovi[17],[71]
- Boston[72]
- Bow Wow[73],[74]
- Brainbox[75]
- Breaking Benjamin[76]
- Brownsville Station[70]
- Buckcherry[77]
- Burn Halo[78]
- Burning Rain[79]
- B'z[80]

Début de page

## C
- Cactus[81]
- Cheap Trick[82]
- Chickenfoot[83]
- Chrome[84]
- Cinderella[85]
- Cirith Ungol (débuts)[86]
- CKY[87]
- Clutch[88]
- Cold[76]
- Cold Chisel[17],[89]
- Coma[90]
- CopperHead[91]
- Crack the Sky[92]
- Cream[93],[94]
- Creed[95]
- Crucified Barbara[96]
- The Cult[17]

Début de page

## D
- D-A-D[97]
- Danko Jones[98]
- The Datsuns[99]
- The Dead Weather[41]
- Deep Purple[4],[17],[100],[101],[102]
- Def Leppard[103],[104],[105],[106]
- Default[107]
- The Devil's Blood[108]
- The Dogs D'Amour[109]
- Dokken[110]
- The Doors[111]
- Dr. Sin[112]
- Dream Theater[113]
- Drowning Pool[95]
- Dust[114]

Début de page

## E
- Eagles of Death Metal[115]
- Eden Lost[116]
- Egypt Central[117]
- Elf[118]
- Eloy[119]
- Enuff Z'nuff[120]
- Europe[121],[122]
- Evanescence[95]
- Extreme[123],[124]
- Extremoduro[125]

Début de page

## F
- Faces[4]
- Fahrenheit[126]
- Fanny[127],[128]
- Fastway[129]
- Finger Eleven[95]
- Fireball Ministry[130]
- FireHouse[131]
- The Firm[132]
- Foghat[133],[134]
- Fomins un Kleins[135]
- Foo Fighters[136]
- Foreigner[68],[137],[138]
- Free[139]

Début de page

## G
- Geordie[140]
- Gillan[141]
- Girlschool[142],[143]
- Giuffria[144]
- Godsmack[76],[145]
- Golden Earring[146]
- Gone Jackals[147]
- Gotthard[148]
- Grand Funk Railroad[22],[26],[149],[150]
- Great White[151]
- Greta Van Fleet[152]
- The Guess Who[47]
- Guns N' Roses[4],[153],[154],[155],[156]

Début de page

## H
- Hail the Villain[157]
- Halestorm[158]
- Hanoi Rocks[159]
- Hawkwind[160]
- Headcharger[161]
- Heart[162]
- Helix[163]
- The Hellacopters[164]
- High Power[165]
- Hinder[166]
- Honeymoon Suite[167]
- House of Lords[168]
- Humble Pie[169],[170],[171]
- Hunter Valentine[172]
- Hurt[173]

Début de page

## I
- Iced Earth
- Iron Butterfly[174],[175]
- Iron Maiden

Début de page

## J
- James Gang[176],[177]
- Jefferson Starship[178]
- Jethro Tull[179],[180]
- The Jimi Hendrix Experience[94]
- Joan Jett and the Blackhearts[181]
- Journey[5]
- Judas Priest[5]

Début de page

## K
- King's X[182]
- The Kinks[183]
- Kinski[184]
- Kiss[4],[68],[183],[185],[186],[187]
- Kix[188]
- Krokus[189]
- Kutless[190]

Début de page

## L
- L.A. Guns[191]
- The Last Vegas[192]
- Led Zeppelin[4],[17],[100],[193],[194],[195],[196]
- Like a Storm[197]
- Līvi[198]
- Living Colour[199]
- Love[200]
- Loverboy[47],[162]
- Lovex[201]
- Lucifer's Friend[202],[203]
- Lynyrd Skynyrd[204],[205],[206]

Début de page

## M
- Madame Guillotine[207]
- Magnum[208]
- Mama's Boys[209]
- Masters of Reality[210]
- MC5[22],[70],[97],[211]
- Messaline[212]
- Mojinos Escozíos[213]
- Monster Magnet[214]
- Montrose[215],[216],[217]
- Mötley Crüe[105],[218]
- Motörhead[219]
- Mountain[68],[220],[221]
- Moxy[222]
- Mr. Big[223]

Début de page

## N
- Nazareth[224],[225]
- Neurotic Outsiders[226]
- The New York Dolls[227]
- Nickelback[1],[76],[228]
- Night Ranger[229],[230]

Début de page

## O
- Oasis[4]
- Océan[231]
- OTH[232]

Début de page

## P
- Papa Roach[233]
- Pavlov's Dog[234]
- Pearl Jam[4]
- Petra[235]
- Phantom Blue[236]
- Plus[237]
- POD[238]
- Poison[239]
- Powderfinger[240]
- The Power Station[241]
- Powerman 5000[242]
- Pretty Maids[243]
- The Pretty Reckless[244]
- Project[245]
- Puddle of Mudd[246]

Début de page

## Q
- Quartz[247]
- Queen[248]
- Queens of the Stone Age[249]
- Quiet Riot[105],[250]

Début de page

## R
- Rainbow[251],[252]
- Ram Jam[253],[254]
- Rare Earth[255]
- Ratt[256]
- La Renga[257]
- REO Speedwagon[5]
- Rev Theory[258]
- Riot[259],[260]
- The Rolling Stones[4],[261]
- Rose Tattoo[262]
- The Runaways[263],[264],[265],[266]
- Rush[47],[267],[268]

Début de page

## S
- Saigon Kick[269],[270]
- Samson[271]
- Sangtraït[272]
- Scorpions[273],[274],[275],[276]
- The Seeds[70]
- Sensational Alex Harvey Band[277]
- Sevendust[278]
- Shakin' Street[279]
- Shawn Colvin Band[280]
- Shihad[281]
- Shinedown[282]
- Sir Lord Baltimore[22]
- Sister Sin[283]
- Sixx:A.M.[284]
- Skambankt[285]
- Skid Row[286]
- Skillet[287]
- Slade[288]
- Smile[289]
- Sortilège[290]
- Speed Queen[291]
- Spooky Tooth[18]
- Squealer[292]
- Staind[76]
- Status Quo[293]
- Steel Panther[294]
- Steeler[295]
- Steppenwolf[22],[84],[296],[297]
- Stone Temple Pilots[298]
- The Stooges[22],[211]
- Stryper[299]
- Survivor[300]
- Sweet[301]
- System of a Down[302],[303]

Début de page

## T
- The Temperance Movement[304]
- Tesla[305]
- Them Crooked Vultures[41],[306]
- Therapy?[307]
- Thin Lizzy[308],[309],[310],[311]
- Thunder[312]
- Tin Machine[313]
- Titanic[314]
- Toad[315]
- Trapeze[316]
- Trapt[317]
- Triumph[47],[318]
- Trust[30],[319]
- Twisted Sister[320]

Début de page

## U
- UFO[321],[322]
- Ugly Kid Joe[323]
- Uriah Heep[187],[324],[325],[326]
- Urge Overkill[4]

Début de page

## V
- Valient Thorr[327]
- Van Halen[4],[17],[328],[329],[330],[331],[332]
- Vanilla Fudge[22]
- Les Variations[333]
- Velvet Revolver[17],[41]
- Vixen[236]
- Vulcain[334]

Début de page

## W
- Warning[335]
- The Warning[336]
- Warrant[300],[337]
- Whitesnake[251],[338]
- The Who[4],[17]
- Winger[339]
- Wolfmother[17]
- Wolfsbane[340]
- Wovenwar[341]

Début de page

## Y
- Y&T[342]
- The Yardbirds[94]

Début de page

## Z
- ZZ Top[343],[344]

Début de page

### Ouvrages
- (en) Norman Abjorensen, Historical Dictionary of Popular Music, Rowman & Littlefield, 2017 (ISBN 978-1-5381-0215-2, lire en ligne)
- (fr) Thierry Aznar, Hard Rock & Heavy Metal : 40 années de purgatoire, t. 1, Rosières-en-Haye, Camion Blanc, 2014, 919 p. (ISBN 978-2-35779-538-9, lire en ligne)
- (fr) Thierry Aznar, Hard Rock & Heavy Metal : 40 années de purgatoire, t. 3, Camion Blanc, 2015, 890 p. (ISBN 978-2-35779-690-4, lire en ligne)
- (en) Philip Bashe, Heavy Metal Thunder: The Music, Its History, Its Heroes, Doubleday, 1985 (ISBN 978-0-3851-9797-7, lire en ligne)
- (en) Peter Buckley, The Rough Guide to Rock, Rough Guides, 2003, 3e éd. (ISBN 1-84353-105-4, lire en ligne)
- (en) Donald Clarke, The Penguin Encyclopedia of Popular Music, Penguin Books, 1998 (ISBN 978-0-1405-1370-7, lire en ligne)
- (en) Anthony DeCurtis (dir.), James Henke (dir.) et Holly George-Warren (dir.), The Rolling Stone Album Guide, Random House, 1992, 3e éd. (ISBN 0-679-73729-4, lire en ligne)
- (en) Chuck Eddy, Rock and Roll Always Forgets: A Quarter Century of Music Criticism, Duke University Press, 2011 (ISBN 978-0-8223-5010-1, lire en ligne)
- (fr) Christian Eudeline, Du hard rock au metal : Les 100 albums cultes, Paris, Gründ, 2014, 100 p. (ISBN 978-2-324-00828-3, lire en ligne)
- (en) Steven Freeman et Alan Freeman, The Crack in the Cosmic Egg: Encyclopedia of Krautrock, Kosmische Musik, & Other Progressive, Experimental & Electronic Musics from Germany, Audion Publications, 1996 (ISBN 0-9529506-0-X, lire en ligne)
- (en) Holly George-Warren (dir.) et Patricia Romanowski (dir.), The Rolling Stone Encyclopedia of Rock & Roll : Revised and Updated for the 21st Century, New York, Fireside (Simon & Schuster), 2001, 3e éd. (1re éd. 1983), 1114 p. (ISBN 978-0-7432-0120-9 et 0-7432-0120-5, lire en ligne)
- (en) Brian Giffin, Encyclopaedia of Australian Heavy Metal, Dark Star, 2015, 3e éd. (ISBN 978-0-9943206-1-2, lire en ligne)
- (en) John Gorman et Tom Feran, The Buzzard: Inside the Glory Days of WMMS and Cleveland Rock Radio — A Memoir, Gray & Company, 2007 (ISBN 978-1-886228-47-4, lire en ligne)
- (fr) Dominique Grandfils, Anthologie du rock français : De 1956 à 2017, Camion Blanc, 2017, 1066 p. (ISBN 978-2-35779-927-1, lire en ligne)
- (en) Steve Graves, « Rock music », dans Peter Eisenstadt et Laura-Eve Moss (dir.), The Encyclopedia of New York State, Syracuse University Press, 2005 (ISBN 0-8156-0808-X, lire en ligne), p. 1329–1330
- (en) Doyle Greene, The Rock Cover Song : Culture, History, Politics, Jefferson, North Carolina, McFarland & Company, 2014 (ISBN 978-0-7864-7809-5, lire en ligne)
- (en) Bob Gulla, Guitar Gods: The 25 Players who Made Rock History, ABC-CLIO, 2009 (ISBN 978-0-313-35806-7, lire en ligne)
- (en) Thomas Harrison, Music of the 1980s, ABC-CLIO, 2011 (ISBN 978-0-3133-6600-0, lire en ligne)
- (en) Frank Hoffmann (dir.), Encyclopedia of Recorded Sound, Routledge, 2005 (ISBN 0-415-93835-X, lire en ligne)
- (en) Tony Jasper et Derek Oliver, The International Encyclopedia of Hard Rock & Heavy Metal, Facts on File, 1985 (ISBN 0-8160-1133-8, lire en ligne)
- (en) Sean Kelly, Metal on Ice: Tales from Canada's Hard Rock and Heavy Metal Heroes, Dundurn, 2013 (ISBN 978-1-4597-0710-8, lire en ligne)
- (en) Colin Larkin (dir.), The Encyclopedia of Popular Music, Omnibus Press, 2011, 5e éd. (ISBN 0-85-712595-8, lire en ligne)
- (en) André Millard (dir.), The Electric Guitar: A History of an American Icon, Johns Hopkins University Press, 2004 (ISBN 0-8018-7862-4, lire en ligne)
- (en) Marcus Moberg, Christian Metal: History, Ideology, Scene, Bloomsbury Publishing, 2015 (ISBN 978-1-47257-986-7, lire en ligne)
- (en) Norm N. Nite, Rock On: The Illustrated Encyclopedia of Rock n' Roll: The Video Revolution, 1978–present, Harper & Row, 1985 (ISBN 978-0-06-181644-4, lire en ligne)
- (fr) Jean-Éric Perrin, Frenchy but Chic : Chroniques, 1978/1982, Rosières-en-Haye, Camion Blanc, 2013, 465 p. (ISBN 978-2-35779-290-6, lire en ligne)
- (en) William Phillips et Brian Cogan, Encyclopedia of Heavy Metal Music, Westport, Conn., Greenwood Press, 2009, 285 p. (ISBN 978-0-313-34800-6, lire en ligne)
- (en) Pete Prown et HP Newquist, Legends of Rock Guitar: The Essential Reference of Rock's Greatest Guitarists, Hal Leonard Corporation, 1997, 4e éd. (ISBN 0-7935-4042-9, lire en ligne)
- (fr) Albert Raisner, L'Aventure Pop, Robert Laffont, 1973 (lire en ligne)
- (en) Sabrina Petra Ramet (dir.), Rocking the State: Rock Music and Politics in Eastern Europe and Russia, Westview Press, 1994 (ISBN 978-0-8133-1762-5, lire en ligne)
- (en) Roy Shuker, Popular Music: The Key Concepts, Routledge, 2017, 4e éd. (ISBN 978-1-315-56427-2, lire en ligne), « Hard (Heavy) Rock », p. 163–164
- (en) Chris Smith, The Greenwood Encyclopedia of Rock History: From Arenas to the Underground, 1974–1980, Greenwood Press, 2006 (ISBN 0-313-32937-0, lire en ligne)
- (en) Nick Talevski, Rock Obituaries: Knocking on Heaven's Door, Omnibus Press, 2006 (ISBN 1-84609-091-1 et 978-1-8460-9091-2, lire en ligne)
- (en) John J. Thompson, Raised by Wolves: the Story of Christian Rock & Roll, ECW Press, 2000 (ISBN 1-55022-421-2, lire en ligne)
- (en) Brett Weiss, Encyclopedia of KISS: Music, Personnel, Events and Related Subjects, McFarland & Company, 2016 (ISBN 978-1-4766-2540-9, lire en ligne)
- (en) Naomi Weisstein, chap. 29 « Mutineers in Mainstream Music: Heralds of a New Feminist Wave? », dans Amy Vita Kesselman, Lily D. McNair et Nancy Schniedewind (dir.), Women: Images and Realities: A Multicultural Anthology, Mayfield Publishing Company, 1999, 2e éd. (ISBN 978-1-55934-978-9, lire en ligne), p. 98–100
- (en) William York, Who's Who in Rock Music, Charles Scribner's Sons, 1982, Revised éd. (ISBN 978-0-684-17342-9, lire en ligne)
- (en) Ronald Zalkind, Contemporary Music Almanac: 1980/81, Schirmer Books, 1980, 1re éd. (ISBN 0-02-872970-6, lire en ligne)